# Luís de Ataíde

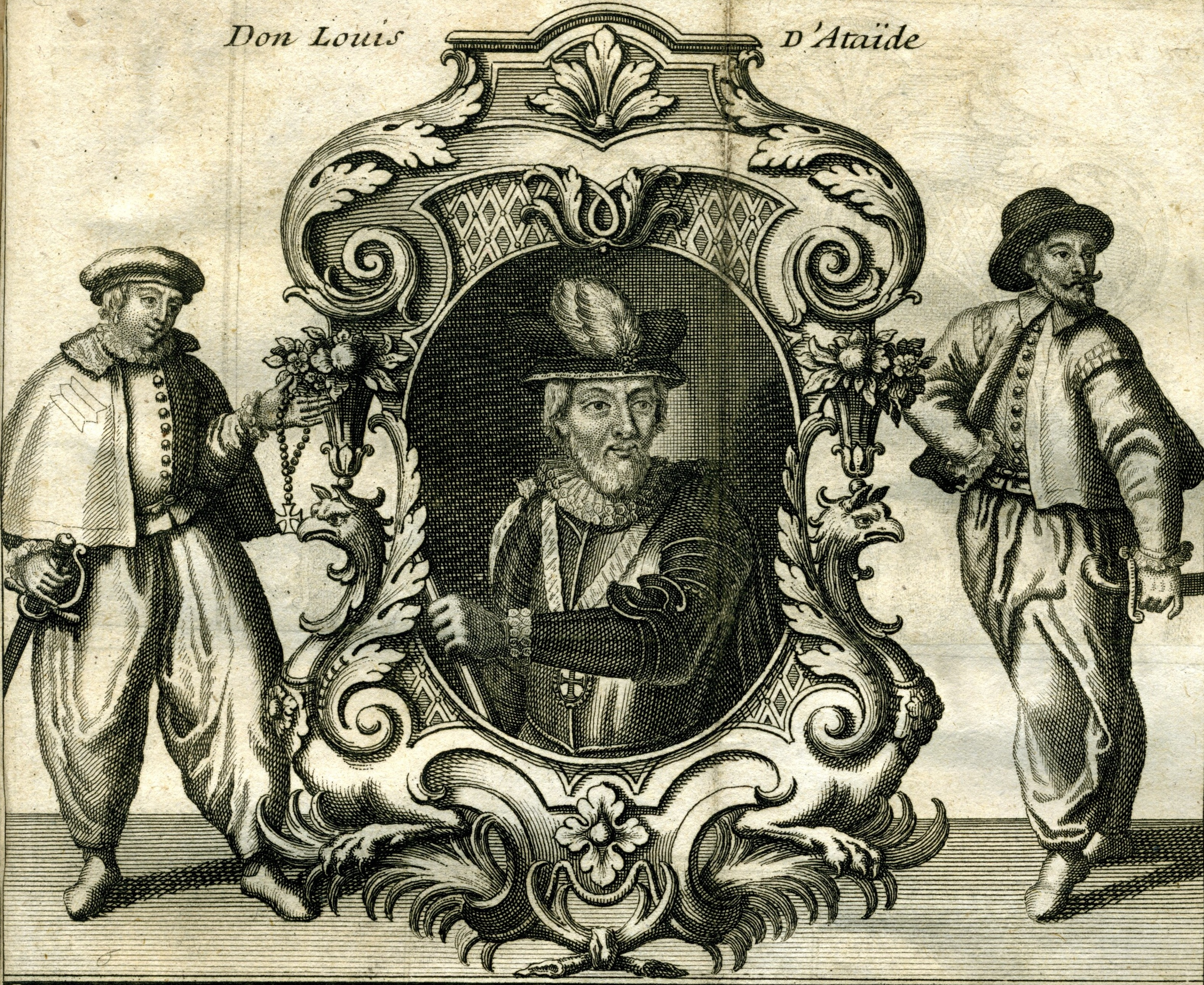
Dom Luis de Ataide, Vizekönig von Portugiesisch-Indien

Dom Luís de Ataíde, 3. Conde (Graf) von Atouguia, 1. und einziger Marquês de Santarém (um 1516 in Portugal; † 15. März 1581 in Goa, Indien) war ein portugiesischer Adliger und Militär, er war der 10. Vizekönig von Portugiesisch-Indien 1568 bis 1571 sowie von 1578 bis 1581, außerdem war einer der wenigen Gouverneure, die zwei Amtszeiten amtierten und einer der mächtigsten Vizekönige in der Geschichte Portugiesisch-Indiens.
Er war Portugals Gesandter im Heiligen Römischen Reiche deutscher Nation unter Karl V. von 1547 bis 1555.

## Leben und Wirken
Er entstammte dem Hochadel Portugals, sein Vater war Dom Antonio de Ataíde, Schatzmeister von König Dom Johann III. von Portugal und Algarve und Bruder von Dom Jorge de Ataíde, Bischof von Viseu, Generalinquisitor von Portugal und Beinahe-Thronfolger.

### Wirken unter Kaiser Karl
Zunächst war er als Militär und Krieger tätig, unter anderem im Dienste des späteren Vizekönigs von Indien und Sohn von Vasco da Gama, Dom Estêvão da Gama bei der Bekämpfung französischer Piraten.
Er war auch in Diensten des deutschen Kaisers Karl V. tätig, wo er in Schlachten gegen die Lutheraner eingesetzt wurde, so in der Schlacht bei Mühlberg, wo er als offizieller Vertreter des Königs von Portugal mit Truppen präsent war, mit der Kavallerie. Außerdem war er der offizielle portugiesische Gesandte am deutschen Hof zwischen 1547 und 1555, der oft mit Kaiser Karl V. zusammentraf und auch mit dem Herzog von Alba.

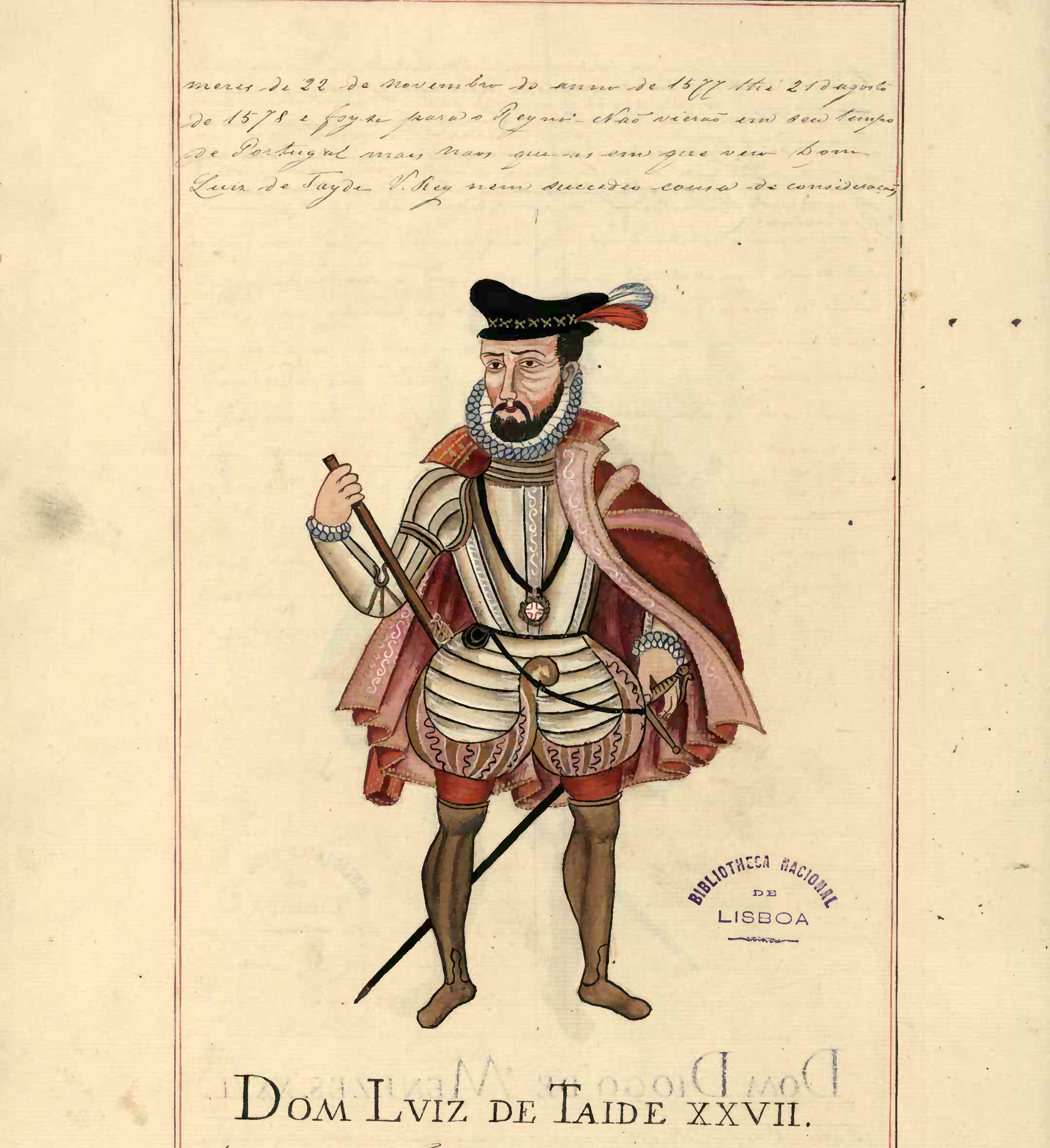
Porträt von Dom Luís de Ataíde, im Lyvro das Plataformas das Fortalezas da India, von Manuel Godinho de Erédia

### Zeit als Vizekönig von Portugiesisch-Indien
Während der Regierungszeit des jungen Königs Dom Sebastian wurde er 1568 erstmals zum Vizekönig ernannt, damit man einen zuverlässigen Mann an der Spitze der Überseeprovinzen hatte. Als Vizekönig regierte er mit harter Hand und ließ die Armee wieder disziplinieren, verbesserte die örtliche Marine, sicherte die Handelsrouten und bekämpfte energisch die Piraten und Korsaren. Er schützte so die Malabarküste, dass es Feinden kaum möglich war, auch nur dort zu erscheinen. 1569 eroberte er die Städte Onur und Bracelor für Portugal.

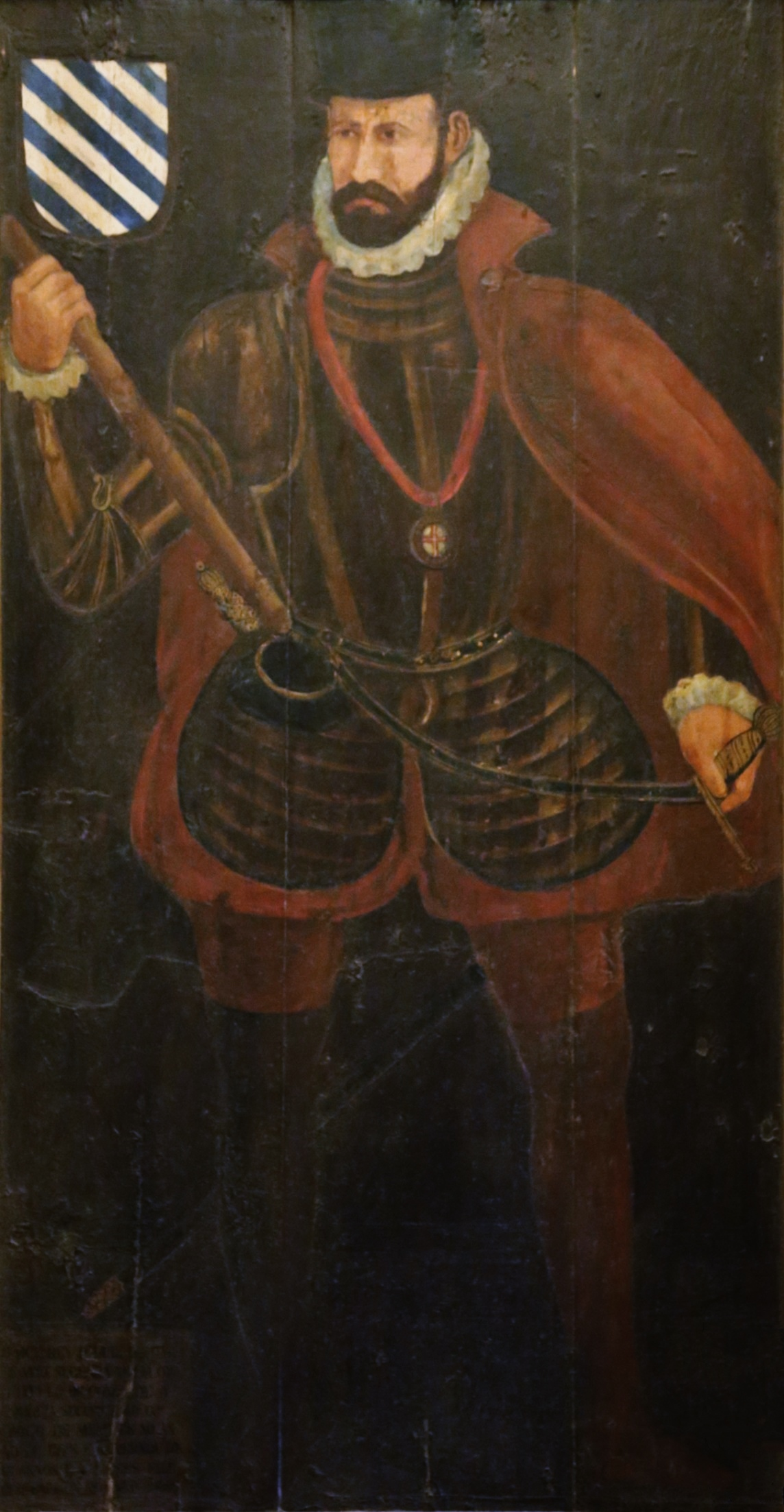
Dom Luís de Ataíde, Porträt als Vizekönig in Goa

Es kam zu einem Großangriff auf alle Stützpunkte Portugals in Indien, sogar die Hauptstadt Goa wurde bedroht. Durch geschickte, taktische Manöver und eine gute Diplomatie gelang es aber, die Angreifer zurückzuschlagen und die Festungen an der Malabarküste für Portugal unter Dom Ataide zu verteidigen.
1572 kehrte er nach Lissabon zurück. Nach seiner Ankunft wurde er direkt von König Sebastian empfangen und ein Te Deum wurde ihm in einer Kirche für seinen Erfolg im Übersee gesungen.
Aufgrund seiner Verdienste wurde er 1578 erneut zum Vizekönig ernannt, um Ordnung in Übersee zu schaffen. Der Tod von König Dom Sebastian versetzte auch den Vizekönig unter Schock, dennoch gelang es ihm 1579 Ceylon für Portugal zu halten. Nach dem Tode des Kardinalköings Dom Heinrich war er vorerst der letzte klassische Vizekönig Portugiesisch-Indiens für die nächsten sechzig Jahre. Er hatte Pläne für einen Umsturz in Portugal und wollte dem Thronprätendenten Dom Antonio helfen, auf den Thron zu kommen, was die Invasion Spaniens aber verhinderte. Während seiner Amtszeit wurden auch die ersten Jesuiten zum Großmogul Akbar I. gesandt.
Dom Luis starb nach langer Krankheit in Goa. Seine Gebeine wurden zunächst in der Igreja de Reis Magos in Goa aufbewahrt, später wurden die Gebeine nach Portugal übertragen, zunächst ins Kloster Bom Jesus nach Peniche, später in eine Kirche in Ajuda.
Er war dreimal verheiratet, starb dennoch kinderlos und musste seinen Titel an einen Neffen vererben.
Luis de Camões und Andre de Resende besangen ihn in Gedichten. In Peniche ist eine Schule nach ihm benannt, in Porto und Barreiro eine Straße.

## Belege
- https://www.arqnet.pt/dicionario/atouguia3c.html
- https://geneall.net/pt/nome/2794/d-luis-de-ataide-3-conde-de-atouguia/
- http://www.fcsh.unl.pt/cham/eve/content.php?printconceito=1255

| Personendaten    | Personendaten                                                           |
| ---------------- | ----------------------------------------------------------------------- |
| NAME             | Ataíde, Luís de                                                         |
| ALTERNATIVNAMEN  | Ataide, Luis de; Atagouia, 3. Conde de; Santarem, 1. Marques de         |
| KURZBESCHREIBUNG | portugiesischer Adliger und Militär, Vizekönig von Portugiesisch-Indien |
| GEBURTSDATUM     | um 1517                                                                 |
| GEBURTSORT       | Portugal                                                                |
| STERBEDATUM      | 15. März 1581                                                           |
| STERBEORT        | Goa, Indien                                                             |